# Jascha Washington
Jascha Akili Washington (nascido em 21 de junho de 1989) é um ator de cinema e televisão e compositor americano.

## Biografia
Jascha Washington nasceu na Califórnia e estreou na televisão em 1997, no episódio "A Reverend Runs Through It" da série Brooklyn. Em março de 2015, Washington teve seu segundo filho, um menino.

## Carreira
Ele apareceu pela primeira vez no cinema como filho do personagem de Will Smith,  Eric em Inimigo do Estado em 1998. Seus papéis no cinema e televisão notáveis incluem um episódio na serie Zack & Cody: Gêmeos em Ação como personagem Drew, Como Trent Pierce em Vovó...zona e em sua sequencia Vovó...zona 2 em uma participação especial, como filho do Dr. Gideon filho de Eli em Gideon's Crossing e Jerome no filme Pequenos Grandes Astros 2 em 2006. Ele estrelou em The Bernie Mac Show no episódio "É uma esposa maravilhosa", juntamente com a série House, M.D. no episódio "Família", em 2007. Washington apresentou seu último projeto The Final no After Dark Horrorfest 2010.
Washington não apareceu em Vovó...zona 3 como Trent, o papel que desempenhou nos dois primeiros filmes.

## Filmografia
Filmes
| Ano  | Filme                     | Papel            |
| ---- | ------------------------- | ---------------- |
| 1997 | Brooklyn South            |                  |
| 1998 | Inimigo do Estado         | Eric Dean        |
| 1999 | The Wood                  | Irmão de Mike    |
| 2000 | 3 Strikes                 |                  |
| 2000 | Vovó...Zona               | Trent Pierce     |
| 2002 | Voltando a viver          | Jesse com 8 anos |
| 2006 | As Ferias da Minha Vida   | Darius           |
| 2006 | Vovó...Zona 2             | Trent Pierce     |
| 2006 | Pequenos Grandes Astros 2 | Jerome Jenkins   |
| 2010 | The Final                 |                  |
| 2012 | Inimigos de Infância      | Kendall Brandon  |
| 2012 | Telekinetic               | James Peterson   |

### Series
| Ano  | Titulo                        | Papel | Episodio                                     |
| ---- | ----------------------------- | ----- | -------------------------------------------- |
| 2005 | Criminal Minds                |       | 2 Temporada, Episodio 12 "Profiler Profiled" |
| 2005 | Zack & Cody: Gêmeos em Ação   | Drew  | 1 Temporada, Episodio 1 "Hotel Hangout"      |
| 2006 | Bernie Mac - Um Tio da Pesada |       | "É uma esposa maravilhosa"                   |
| 2007 | House                         | Nick  | 3 Temporada ,Episodio 21                     |